# Mariä Heimsuchung (Zugspitze)

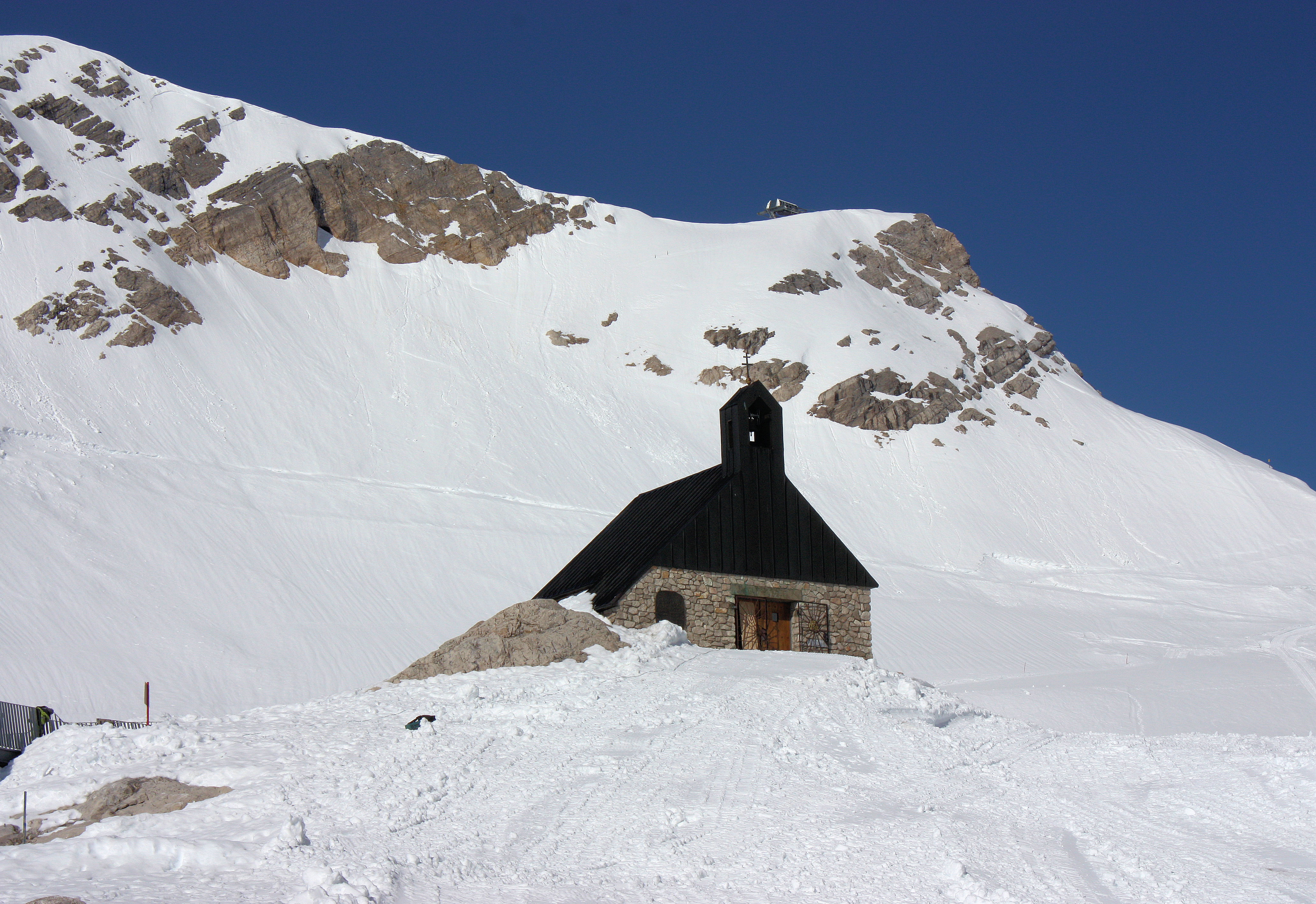
Ansicht von Osten

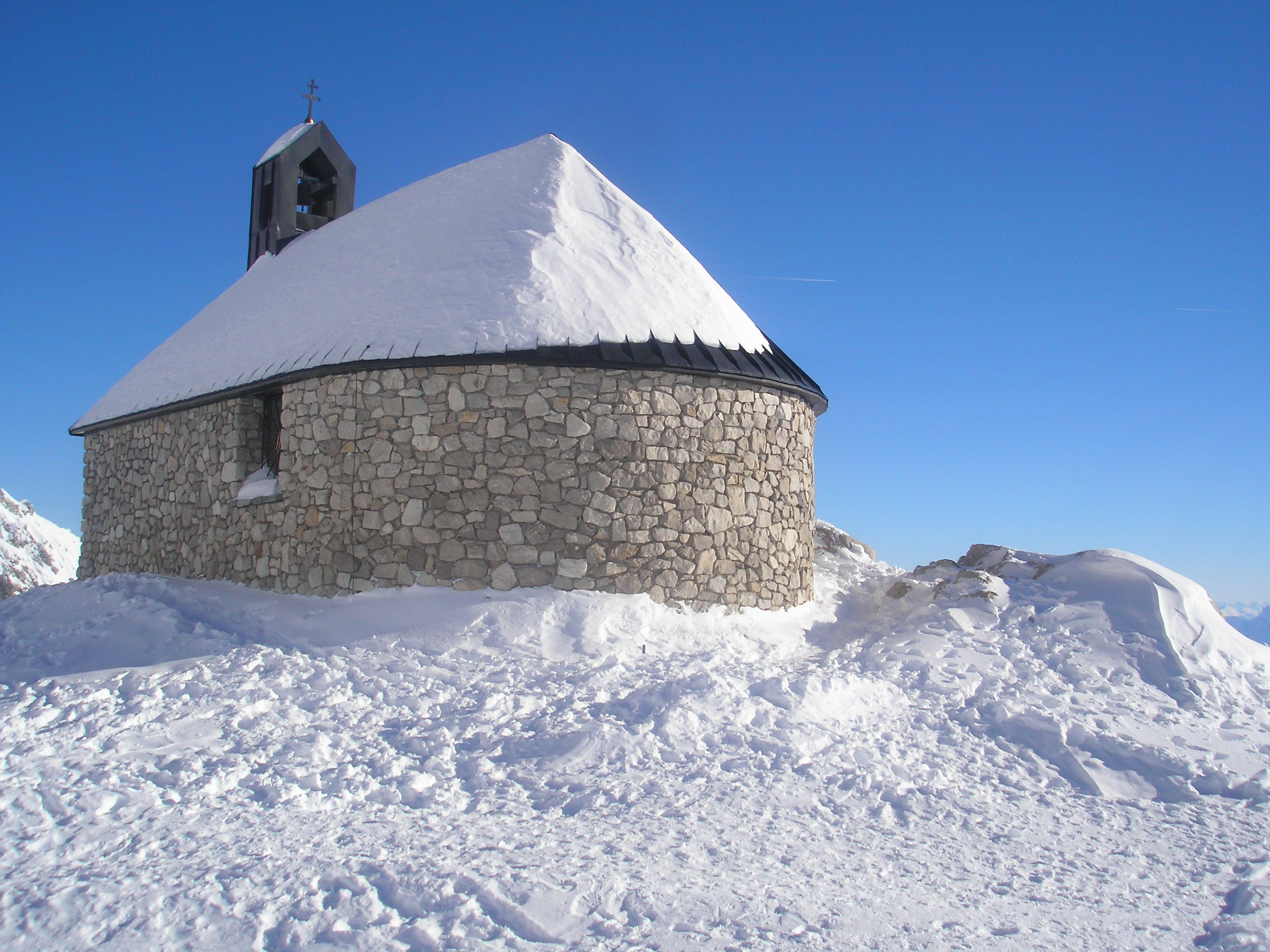
Ansicht von Westen

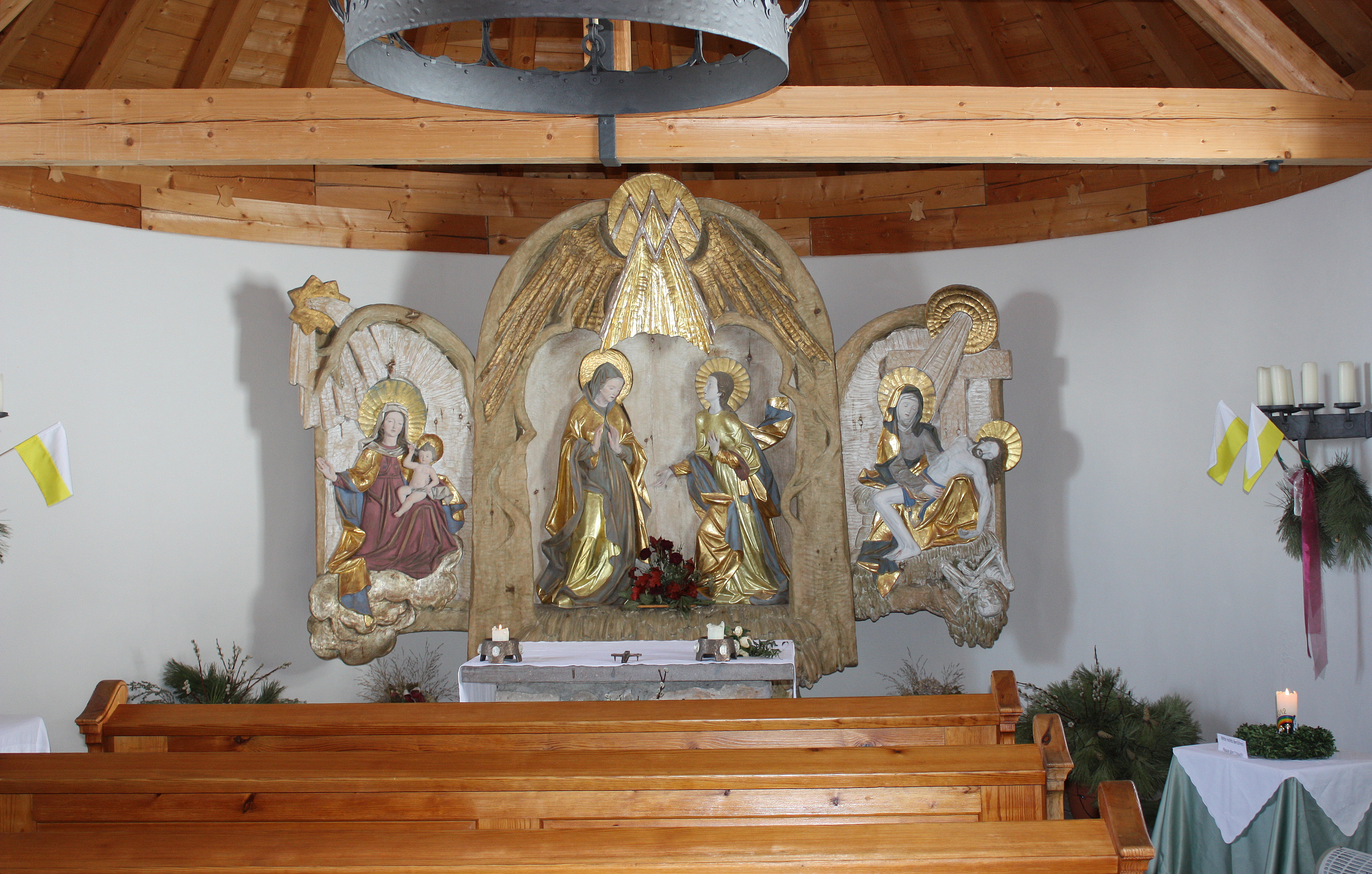
Innenansicht

Die Kapelle Mariä Heimsuchung ist eine kleine Marienkapelle auf dem Zugspitzplatt am Schneeferner. Durch ihre Lage auf 2600 m ü. NHN ist sie Deutschlands höchstgelegenes Gotteshaus. Sie gehört zum Pfarrverband Partenkirchen-Farchant-Oberau.
1930 hatte der seinerzeitige Erzbischof von München und Freising, Kardinal Michael von Faulhaber, anlässlich der Inbetriebnahme der Bayerischen Zugspitzbahn versprochen, „dass an der Endstation ... an allen Sonn- und Feiertagen Gottesdienst gehalten werde“.

Dank einer Stiftung des Ehepaars Fritz und Maria Kittsteiner aus Garmisch-Partenkirchen konnte Mariä Heimsuchung auf dem Platt unweit der Bergstation errichtet werden. 1980, im Jahr des 50. Jubiläums der Zugspitzbahn, wurde der Grundstein für den Bau gelegt. Die Einweihung erfolgte am 11. Oktober 1981 durch Kardinal Joseph Ratzinger, damals Erzbischof von München und Freising.
Das Altarbild der Kapelle stellt Marias Begegnung mit Elisabeth dar. Auf der rechten Wandseite zeigt ein Bild Jesu Tod und Auferstehung, die Wandmalerei auf der linken Seite zeigt Jesu Taufe durch Johannes inmitten einer Gebirgslandschaft.
Die Zugspitzkapelle ist täglich geöffnet. In der Sommersaison finden bei guter Witterung dienstags um 12 Uhr ein evangelischer und sonntags um 12 Uhr ein katholischer Berggottesdienst statt.
Außerdem wird die Kapelle für Trauungen genutzt.